# Франция на летних Олимпийских играх 1896
Франция впервые участвовала на летних Олимпийских играх 1896 и была представлена 12 спортсменами в шести видах спорта. По итогам соревнований команда заняла четвёртое место в общекомандном медальном зачёте.

## Медалисты

### Золото
| Золото |                   |                            |
| №      | Спортсмены        | Вид спорта (дисциплина)    |
| 1      | Поль Массон       | Велоспорт (спринт)         |
| 2      | Поль Массон       | Велоспорт (гит на 333,3 м) |
| 3      | Поль Массон       | Велоспорт (10 километров)  |
| 4      | Леон Фламан       | Велоспорт (100 километров) |
| 5      | Эжен-Анри Гравлот | Фехтование (рапира)        |

### Серебро
| Серебро |                   |                                   |
| №       | Спортсмены        | Вид спорта (дисциплина)           |
| 1       | Леон Фламан       | Велоспорт (10 километров)         |
| 2       | Александр Тюффери | Лёгкая атлетика (тройной прыжок)  |
| 3       | Анри Калло        | Фехтование (рапира)               |
| 4       | Жан Перроне       | Фехтование (рапира среди маэстро) |

### Бронза
| Бронза |                 |                                      |
| №      | Спортсмены      | Вид спорта (дисциплина)              |
| 1      | Леон Фламан     | Велоспорт (спринт)                   |
| 2      | Альбин Лермюзье | Лёгкая атлетика (бег на 1500 метров) |

### 

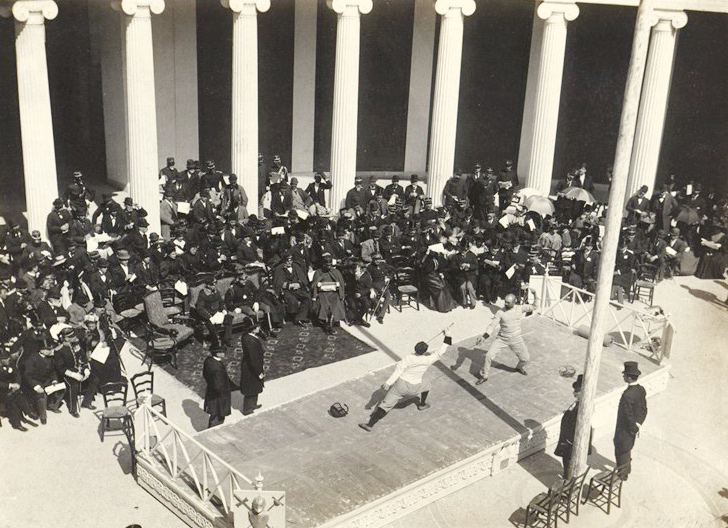
Фехтование на летних Олимпийских играх 1896

## Результаты соревнований

### Велоспорт
| Соревнование   | Спортсмены  | Финал      | Финал |
| Соревнование   | Спортсмены  | Результат  | Место |
| -------------- | ----------- | ---------- | ----- |
| Спринт         | Поль Массон | 4:58,2     | 1     |
| Спринт         | Леон Фламан | неизвестен | 3     |
| Гит на 333,3 м | Поль Массон | 24,0 с     | 1     |
| Гит на 333,3 м | Леон Фламан | 27,0 с     | 5     |
| 10 километров  | Поль Массон | 17:54,2    | 1     |
| 10 километров  | Леон Фламан | 17:54,8    | 2     |
| 100 километров | Леон Фламан | 3:08:19,2  | 1     |

### Лёгкая атлетика
| Соревнование           | Спортсмены        | Предварительный раунд | Предварительный раунд | Финал        | Финал     |
| Соревнование           | Спортсмены        | Результат             | Место                 | Результат    | Место     |
| ---------------------- | ----------------- | --------------------- | --------------------- | ------------ | --------- |
| 100 метров             | Альфонс Гризель   | неизвестен            | 4                     | не прошёл    | не прошёл |
| 400 метров             | Альфонс Гризель   | неизвестен            | 3-4                   | не прошёл    | не прошёл |
| 400 метров             | Франц Рейшель     | неизвестен            | 3                     | не прошёл    | не прошёл |
| 800 метров             | Альбин Лермюзье   | 2:16,6                | 1                     | не стартовал | —         |
| 800 метров             | Георг де ла Низье | неизвестен            | 3                     | не прошёл    | не прошёл |
| 1500 метров            | Альбин Лермюзье   |                       |                       | неизвестен   | 3         |
| Марафон                | Альбин Лермюзье   |                       |                       | DNF          | —         |
| 110 метров с барьерами | Франц Рейшель     | неизвестен            | 2                     | не стартовал | —         |
| Прыжки в длину         | Альфонс Гризель   |                       |                       | неизвестен   | 5-9       |
| Прыжки в длину         | Александр Тюффери |                       |                       | неизвестен   | 5-9       |
| Тройной прыжок         | Александр Тюффери |                       |                       | 12,70 м      | 2         |
| Метание диска          | Альфонс Гризель   |                       |                       | неизвестен   | 5-9       |

### Спортивная гимнастика
| Соревнование        | Спортсмены      | Финал |
| ------------------- | --------------- | ----- |
| Параллельные брусья | Альфонс Гризель | 3-18  |

### Стрельба
| Соревнование                   | Спортсмен       | Финал      | Финал |
| Соревнование                   | Спортсмен       | Результат  | Место |
| ------------------------------ | --------------- | ---------- | ----- |
| Армейская винтовка, 200 метров | Альбин Лермюзье | неизвестен | 14-41 |

### Теннис
| Соревнование     | Спортсмены | Первый раунд                       | Второй раунд       | Полуфинал          | Финал              |
| Соревнование     | Спортсмены | Соперник Результат                 | Соперник Результат | Соперник Результат | Соперник Результат |
| ---------------- | ---------- | ---------------------------------- | ------------------ | ------------------ | ------------------ |
| Одиночный разряд | Ж. Деферт  | Дионисиос Касдаглис (GRE) проиграл | не прошёл          | не прошёл          | не прошёл          |

### Фехтование
| Соревнование | Спортсмен         | Групповой этап | Групповой этап | Групповой этап | Групповой этап | Групповой этап | Финал                      | Итоговое место |
| Соревнование | Спортсмен         | У              | ПУ             | В              | П              | Место          | Финал                      | Итоговое место |
| ------------ | ----------------- | -------------- | -------------- | -------------- | -------------- | -------------- | -------------------------- | -------------- |
| Рапира       | Эжен-Анри Гравлот | 9              | 5              | 3              | 0              | 1 группа B     | Анри Калло выиграл         | 1              |
| Рапира       | Анри Калло        | 9              | 4              | 3              | 0              | 1 группа A     | Эжен-Анри Гравлот проиграл | 2              |
| Рапира       | Анри Делаборд     | 5              | 7              | 1              | 2              | 3 группа A     | не прошёл                  |                |

| Результаты группы A | Результаты группы A                  | Результаты группы A | Результаты группы A                  |
| Поединок            | Победитель                           | Счёт                | Проигравший                          |
| ------------------- | ------------------------------------ | ------------------- | ------------------------------------ |
| 1                   | Периклес Пьеракос-Мавромихалис (GRE) | 3-1                 | Анри Делаборд (FRA)                  |
| 2                   | Анри Калло (FRA)                     | 3-2                 | Иоаннис Пулос (GRE)                  |
| 4                   | Анри Калло (FRA)                     | 3-1                 | Анри Делаборд (FRA)                  |
| 5                   | Анри Калло (FRA)                     | 3-1                 | Периклес Пьеракос-Мавромихалис (GRE) |
| 6                   | Анри Делаборд (FRA)                  | 3-1                 | Иоаннис Пулос (GRE)                  |

| Результаты группы B | Результаты группы B     | Результаты группы B | Результаты группы B                  |
| Поединок            | Победитель              | Счёт                | Проигравший                          |
| ------------------- | ----------------------- | ------------------- | ------------------------------------ |
| 2                   | Эжен-Анри Гравлот (FRA) | 3-2                 | Александрос Вурос (GRE)              |
| 4                   | Эжен-Анри Гравлот (FRA) | 3-2                 | Константинос Комнинос-Милиотис (GRE) |
| 5                   | Эжен-Анри Гравлот (FRA) | 3-1                 | Георгиос Балакакис (GRE)             |

| Соревнование         | Спортсмен   | Счёт | Соперник              | Место |
| -------------------- | ----------- | ---- | --------------------- | ----- |
| Рапира среди маэстро | Жан Перроне | 1-3  | Леонидас Пиргос (GRE) | 2     |